# Жилые и доходные дома Иркутска
Список жилых и доходных домов Иркутска известных людей. Все указанные объекты находятся в рамках исторического центра Иркутска и охраняются Министерством культуры Российской Федерации как памятники архитектуры, истории и культуры России.

## Жилые дома
- Дом Андреева
- Дом Артюшкова
- Дом Богданова
- Дом Винникова
- Дом Воллернера
- Дом Волочнева
- Дом Горбунова-Юртина
- Дом Громовых
- Дом Дарагана
- Дома Дубровского
- Дом Замятина
- Дом Зицермана
- Дом Иващенко
- Дом Извозщикова
- Дом Исакова
- Дом Казанцева
- Дом Какурова
- Дом Калатыгина
- Дом Киселёва
- Дом Кокорина
- Дом Кузнецова
- Дом Кукса
- Дом Кулижанова
- Дом Кухтерина
- Дом Ларионова
- Дом Латышева
- Дом Маслова
- Дома Межетова
- Дом Москвитина
- Дом Муханова
- Дом Обручева
- Дом Окладникова
- Дома Орлова
- Дом Орлянского
- Дом Полканова
- Дом Полякова
- Дом Первунинской
- Дома Петрова
- Дом Претупова
- Дом Полтарацкого
- Дом Попова
- Дом Н.П. Попова
- Дом Поповых
- Дом Пятидесятникова
- Дом Рассушина
- Дом Савицкого
- Дом Садовникова
- Дом Артюшкова
- Дом Семёнова
- Дом Сибиряковых
- Дом Сильвинского
- Дом Скорняковой
- Дом Суворова
- Дом Сыскова
- Дом Тимофеева
- Дом Усенко
- Дом Файнберга
- Дом Чулошникова
- Дома Шастина
- Дом Шестакова
- Дома Шипонова
- Дом Яковлева
- Дом Яремского

## Доходные дома
- Доходный дом Андреевой
- Доходный дом Грейсера
- Доходные дома Демьяновского
- Доходный дом Мельникова
- Доходный дом Носковой
- Доходные дома Окулич-Казарина
- Доходный дом Ординой
- Доходный дом Пророковой
- Доходный дом Разсохина
- Доходный дом Рейхбаума
- Доходный дом Соколовского
- Доходный дом Федченко
- Доходный дом Юревича

## Другие
- Голландский дом
- Дом «Горбатый»
- Дом Кузнеца
- Дом офицеров
- Дом пастора